# Château de Saint-Pierre (Vallée d'Aoste)
Pour le château Saint-Pierre de Bodrum (Turquie), voir Château Saint-Pierre.
Pour les articles homonymes, voir Château Saint-Pierre (homonymie).
Le château de Saint-Pierre est un manoir situé à Saint-Pierre (près du hameau de Tache et de la maison communale), en Vallée d'Aoste. Par son aspect charmant il est considéré, avec celui de Fénis.

## Histoire

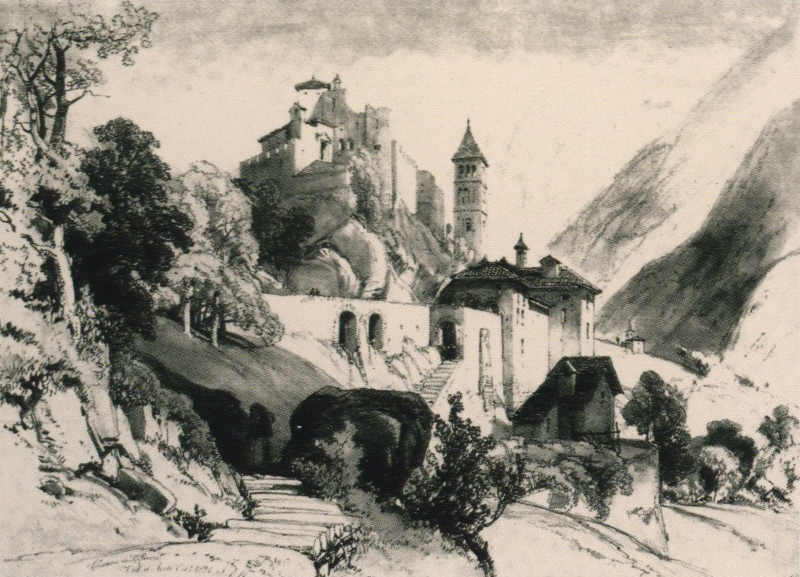
Le château dans une lithographie de James Duffield Harding de 1824.

C'est l'un des plus anciens châteaux valdôtains, son existence est documentée pour la première fois en 1191. Il doit son nom à ses propriétaires, les seigneurs De Sancto Petro, qui firent bâtir les deux tours.
Il appartint ensuite aux seigneurs de Quart, ducs de Savoie et aux seigneurs de Challant, et chaque propriétaire l'adapta à son goût. En 1600, la famille de Roncas l'acheta, et Pierre-Philibert de Roncas le transforma en une somptueuse résidence.
Toutefois, les modifications architecturales les plus évidentes ont été faites au XIXe siècle, par la volonté du baron Emmanuel Bollati. Après avoir été négligé pendant longtemps, le château fut intéressé par un projet de restauration, confié à l'architecte Camille Boggio. C'est à ce dernier que l'on doit son aspect féerique, avec les quatre tours aux angles du donjon.
Aujourd'hui il appartient à la commune de Saint-Pierre, et depuis 1985 il est le siège du musée régional des sciences naturelles.

## Description

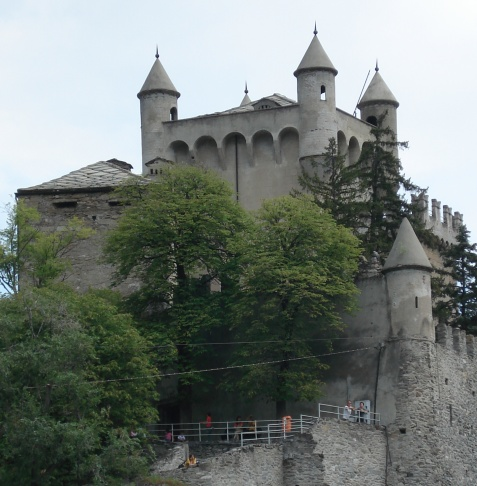
Particulier du donjon

Il se trouve sur un éperon rocheux au-dessus de la route nationale 26, qui relie Aoste au col du Petit-Saint-Bernard.
De l'extérieur, il présente un corps central unique presque rectangulaire, avec plusieurs édifices bâtis à de différentes époques. Du côté nord, ils s'élèvent à pic sur l'éperon, du côté sud, s'ouvre une petite cour entourée d'une enceinte crénelée.
L'élément principal est le donjon central, surmonté par quatre tours circulaires décoratives, liées entre elles par une cheminée faisant partie du projet de restauration de Camille Boggio (fin du XIXe siècle).
Au pied du château, sur le versant méridional de l'éperon, se trouve l'église paroissiale de Saint-Pierre (voir le lien externe au fond de l'article), reconstruite en 1872 sur les fondations d'églises précédentes, jusqu'à l'an 1000.

Entre l'église et le château se trouve le clocher roman du XIIe siècle, au plan carré et en pierre crépie, aux fenêtres jumelées et trilobées en correspondance des cloches.

## Le musée régional des sciences naturelles
Voir article détaillé : Musée régional des sciences naturelles de la Vallée d'Aoste

## La restauration
En 2008, le château a été fermé pour permettre les travaux de restauration, de renforcement structurel de l'édifice et de réorganisation du parcours de visite de l'exposition.
Actuellement, le château et le musée ne sont pas ouverts au public.